# الدراز
الدراز تقع في الجزء الشمالي الغربي من البحرين بالقرب من
البديّع، وبها عدد من الآثار التاريخية كالمعابد الدلمونية
كما تحوي الدراز على مرافق سياحية أخرى مثل ساحل أبو صبح الذي يعتبر متنفساً عائلياً لأهالي الدراز والقرى المجاورة لما فيه من مرافق عامة متميزة وأخيراً تم إنشاء ممشى رياضي حديث فيه متكامل المرافق.
وفي الآونة الأخيرة تم إعادة تأهيل القرية من كافة النواحي
من بنية تحتية وغيرها حيث تمت عملية إعاده رصف طرقها وإنشاء
شبكة مجاري جديدة وقد تم الانتهاء من جزء من القرية والآن
تسير الخطة الحكومية لتجديد الجزء الآخر .

## عدد السكان
تضم الدراز ما يقارب الـ 18 ألف نسمة. 

## موقعها
تقع في شمال غرب البحرين، إلى غربها تقع قرية البديع وشرقها قرية باربار وجنوبها قرية بني جمرة .

## أحياء الدراز

### الرئيسية
- أفيليد
- الرسته
- الديرة
- الحيدرية
- الغدير
- ميافر
- حي الإمام الصادق ( الإسكان )

### الفرعية
- عين صقرو
- الميبر
- الطي (حي اندثر، آخر معالمه مسجد طي الواقع داخل مدرسة الدراز الإعدادية للبنين).[4]
- الكوثر (حي جديد صنّف رسمياً تحت مجمعات قرية باربار، ولكن الشواهد التاريخية (معابد الدراز) تثبت أصله الدرازي.
- الكوت

## مساجد الدراز
أبرز مساجد الدراز:
- جامع الإمام الصادق
- مسجد أبو صبح
- مسجد القدم
- مسجد الإمام المنتظر
- مسجد الوسطي
- مسجد الإمام الجواد
- مسجد الشيخ درويش
- مسجد الشيخ محسن (ويسمى قديماً بمسجد البمبرة)
- مسجد الشيخ عبد الرحمن
- مسجد الغفران
- مسجد الفتح
- مسجد الحيدرية
- مسجد بقية الله "حاج إبراهيم"
- مسجد الإمام الحسن
- مسجد الطي " داخل مدرسة الدراز الإعدادية للبنين "

## مؤسسات الدراز الاجتماعية والثقافية

### الاجتماعية
- جمعية الدراز الخيرية
- مركز شباب الدراز
- لجنة إحياء التراث البناء
- مركز السعادة الاجتماعي
- جمعية المعاني السامية

### الإسلامية والثقافية
- مشروع تعليم الصلاة والقرآن
- هيئة الفعاليات الإسلامية
- البرنامج الروحي مسجد أبو صبح
- ملتقى طلبة العلوم الدينية
- مكتب البيان للمراجعات الشرعية
- لجنة رواديد الدراز
- مركز الزهراء للعلوم الإسلامية
- مركز الرسول الأعظم الثقافي (مأتم آل شهاب)
- مسجد الإمام الجواد

### مدارس ومراكز علوم
- جامع الإمام الصادق.
- مشروع تعليم الصلاة والقرآن.
- مسجد الإمام الجواد.
- مدرسة الدراز الابتدائية للبنات.
- مدرسة جابر بن حيان الابتدائية للبنين.
- مدرسة الدراز الإعدادية للبنين.
- مدرسة الدراز الإعدادية للبنات.
- مركز الزهراء للعلوم الإسلامية.
- جمعية التوعية الإسلامية - مدرسة الإمام الصادق للقرآن الكريم.

## وصلات خارجية
- ملتقى الدراز
- شبكة الدراز الشاملة
- دراز انفو
- صندوق الدراز الخيري

‌